# Guitare et Claviers
Guitare et Claviers est un magazine musical français, créé en 1983, et issu de la fusion de "Guitare Magazine" (1980-1983) et "Claviers Magazine" (1981-1983),.
On comptait pour l'année 1988 un tirage de 45 000 exemplaires.
Il n'est plus publié depuis les années 2000 [précision nécessaire]. 